# ホモセリン
ホモセリン（homoserine）は、化学式HO2CCH(NH2)CH2CH2OHのα-アミノ酸の一種。イソスレオニン（isothreonine）とも呼ばれる。L-ホモセリンはDNAにコードされた一般的なアミノ酸の一つではない。タンパク質を構成するアミノ酸であるセリンとは、メチレン基が一つ挿入されている違いがる。ホモセリンあるいはそのラクトン型は、臭化シアンを用いたメチオニンの分解によるペプチドの切断の生成物である。
ホモセリンは、3種の必須アミノ酸（メチオニン、スレオニン、イソロイシン）の生合成中間体である。ホモセリンは、アスパラギン酸セミアルデヒドを介したアスパラギン酸の2段階の還元によって形成される  。